# Ronaldo Rosas
Ronaldo da Silva Rosa, amplamente conhecido como "Ronaldo Rosas", (Rio de Janeiro, 11 de agosto de 1947) é um jornalista, publicitário, professor, empresário e apresentador que esteve à frente de alguns dos maiores programas jornalísticos da TV brasileira.

## Carreira
Começou a carreira, ainda jovem, na Super Rádio Tupi e, depois, passou por várias outras rádios do Rio de Janeiro. Como locutor de spots publicitários, iniciou sua bem-sucedida carreira na televisão, primeiro na TV Tupi e, sequencialmente, na TV Continental.
Trabalhou na Rede Globo, onde liderou a bancada mais famosa da televisão do País, no Jornal Nacional, em 1971, tendo substituído Hilton Gomes e saído no mesmo ano para dar lugar a Sérgio Chapelin. Comandou o Jornal Bandeirantes, na TV Bandeirantes, junto a Ferreira Martins. 
Por mais de 15 anos, apresentou telejornais na TV Manchete, como o Jornal da Manchete, Câmera Manchete, Programa de Domingo e Manchete Verdade, além de ter feito a apresentação das notícias do Rio de Janeiro e de Brasília. Na emissora de Adolpho Bloch, formou com a jornalista e apresentadora Leila Richers uma das mais queridas e aclamadas duplas de âncoras do telejornalismo brasileiro, tendo ambos sido agraciados com diversos prêmios. Dentre as mais notórias contribuições de Ronaldo, estão a cobertura das visitas do Papa João Paulo II ao Brasil, do impeachment de Fernando Collor e da morte da princesa Diana. 
Esteve na TVE Brasil, apresentando os telejornais Edição Nacional, Primeiro Time, Observatório da Imprensa e Rede Brasil, em uma de suas últimas participações na televisão, onde apresentou diversos programas, até o ano de 2004. 
Desenvolveu um projeto de comunicação estratégica na MultiRio, ligada à Prefeitura da Cidade do Rio de Janeiro, onde "deu voz" a projetos sociais em trabalhos de locução, narração e dublagem, até a criação de modelos vocais para personagens de animação. 
Também exerceu o cargo de vice-presidente de Marketing do Fluminense Football Club, time de seu coração, nos anos 90. 
Atualmente, Ronaldo é diretor-executivo da RA Comunicação e atua na imprensa em geral, comentando, apresentando e debatendo em diversos programas.

## Filmografia
| Ano       | Nome                | Cargo        | Emissora          |
| --------- | ------------------- | ------------ | ----------------- |
| 1971-1976 | Jornal Nacional     | Apresentador | TV Globo          |
| 1979-1983 | Jornal Bandeirantes | Apresentador | Rede Bandeirantes |
| 1983-1998 | Jornal da Manchete  | Apresentador | Rede Manchete     |
| 1987-1996 | Programa de Domingo | Apresentador | Rede Manchete     |
| 1998-2001 | Rede Brasil         | Apresentador | TVE Brasil        |
| 2001-2004 | Edição Nacional     | Apresentador | TVE Brasil        |